# Medal „Za Odwagę” (Federacja Rosyjska)
Medal „Za Odwagę” (ros. медаль «За отвагу») – rosyjskie odznaczenie wojskowe ustanowione 2 marca 1994 r., będące bezpośrednim następcą nadawanego w czasach ZSRR Medalu „Za Odwagę”.

## Opis odznaki
Odznakę medalu stanowi wykonany ze srebra krążek o średnicy 34 mm, na którego awersie znajdują się:
- w górnej części – wyobrażenie trzech lecących samolotów
- w środkowej części – emaliowany na czerwono napis ЗА ОТВАГУ (za odwagę)
- w dolnej części – wyobrażenie czołgu

Odwrotna strona medalu (rewers) jest gładka z kolejnym numerem.

## Regulamin medalu
1. Medal „Za odwagę” jest przyznawany żołnierzom Federacji Rosyjskiej, funkcjoneriuszom Ministerstwa Obrony Cywilnej, Sytuacji Nadzwyczajnych i Państwowej Straży Pożarnej oraz innym obywatelom za osobistą odwagę i waleczność, za wyróżnienie się:
- w walkach w obronie Ojczyzny i interesów państwowych Federacji Rosyjskiej;
- w realizacji zadań specjalnych w celu zapewnienia bezpieczeństwa państwa Federacji Rosyjskiej;
- w ochronie granicy państwowej Federacji Rosyjskiej;
- przy wykonywaniu obowiązków wojskowych, służbowych lub publicznych, ochrony konstytucyjnych praw obywateli oraz w innych okolicznościach związanych z zagrożeniem życia.

2. Przyznanie medalu „Za odwagę” może nastąpić pośmiertnie.